# 9967 Awanoyumi
9967 Awanoyumi este un asteroid din centura principală de asteroizi.

## Descriere
9967 Awanoyumi este un asteroid din centura principală de asteroizi. A fost descoperit pe 31 martie 1992 la Kitami de Kin Endate și Kazuro Watanabe. El prezintă o orbită caracterizată de o semiaxă mare de 2,58 ua, o excentricitate de 0,17 și o înclinație de 8,6° în raport cu ecliptica.